# The Cry of Love
The Cry of Love (рус. Плач любви) — посмертный альбом-сборник американского гитариста, певца и композитора Джими Хендрикса, вышедший в феврале 1971 года. Сборник включил в себя музыкальные композиции, записанные Хендриксом незадолго до его смерти. Треки в альбоме были сведены и отобраны для релиза путём записи звукоинженера Эдди Крамера и барабанщика Митча Митчелла, выступавшего в группе Хендрикса с басистом Билли Коксом и перкуссионистом Юмой Султаном, а также при помощи некоторых других.
The Cry of Love стал первым среди других посмертных релизов, выпущенных в последующие годы. После релиза в 1971 году, альбом поднялся на верхние строчки музыкальных чартов в Великобритании и США, а также стал платиновым по версии RIAA в 1998 году. Критики в целом положительно оценили альбом, рассматривая его как впечатляющую дань памяти Хендриксу. Некоторые из песен на The Cry of Love позже были представлены в других посмертных сборниках Хендрикса, в их числе Voodoo Soup 1995 года, и First Rays of the New Rising Sun, выпущенный в 1997 году.

## Об альбоме
Большая часть треков на The Cry Of Love записана Хендриксом в промежутке с 1968 по 1970 годы и планировалась выйти как первый сольный альбом музыканта после распада Jimi Hendrix Experience. Хендрикс планировал назвать этот альбом First Rays of the New Rising Sun. The Cry Of Love состоит в основном из песен, записанных Хендриксом в 1970 году в его новой студии Electric Lady Studios в Нью-Йорке совместно барабанщиком Митчем Митчеллом и басистом Билли Коксом.
Около половины из десяти композиций на альбоме были почти сведены Хендриксом. Джими Хендрикс числится продюсером всех треков, кроме №5, а также продюсировали альбом звуковой инженер Эдди Крамер и барабанщик Митч Митчелл, которые подготовили окончательный вариант структуры сборника при участии менеджера Майкла Джеффери.
Также в The Cry Of Love не попали восемь уже записанных композиций Хендрикса, которые выйдут позже в Rainbow Bridge. Все песни на альбоме написал сам Хендрикс и записывались они с конца декабря 1969 года по конец августа 1970 года, за исключением песни «My Friend», записанной ещё в 1968 году на сессии альбома Electric Ladyland.

## Список композиций
Все песни написаны Хендриксом.
| №   | Название              | Длительность |
| --- | --------------------- | ------------ |
| 1.  | «Freedom»             | 3:28         |
| 2.  | «Drifting»            | 3:48         |
| 3.  | «Ezy Ryder»           | 4:10         |
| 4.  | «Night Bird Flying»   | 3:51         |
| 5.  | «My Friend»           | 4:37         |
| 6.  | «Straight Ahead»      | 4:42         |
| 7.  | «Astro Man»           | 3:35         |
| 8.  | «Angel»               | 4:26         |
| 9.  | «In From The Storm»   | 3:43         |
| 10. | «Belly Button Window» | 3:35         |

## Участники записи и даты сессий
| Основной состав: - Джими Хендрикс — гитара, вокал, бэк-вокал (3, 9), пианино (1) - Митч Митчелл — ударные (кроме треков 3, 5, 10), продюсер - Билли Кокс — бас (кроме треков 5, 10) - Юма Султан — перкуссия (1, 4, 7) - Бадди Майлз — ударные (3) - Ноэл Рединг — бас (5) Приглашённые музыканты: - The Ghetto Fighters — бэк-вокал (1) - Баззи Лингарт — вибрафон (2) - Билли Армстронг — перкуссия (3) - Стиви Уинвуд, Крис Вуд — бэк вокал (3) - Кенни Пин — двенадцатиструнная гитара (5) - Джимми Майес — ударные (5) - Стивен Стиллз — пианино (5) - Пол Карузо — губная гармоника (5) - Эмеретта Маркс — бэк вокал (9) | Даты сессий: - «Freedom» — июнь — 20 августа 1970 - «Drifting» — июнь — 20 августа 1970 - «Ezy Rider» — 18 декабря 1969, 20 января 1970 и июнь — 22 августа 1970 (overdubs) - «Night Bird Flying» — июнь — 22 августа 1970 - «My Friend» — март 1968 - «Straight Ahead» — июнь — 20 августа 1970 - «Astro Man» — июнь — 22 августа 1970 - «Angel» — 23 июля 1970 - «In From The Storm» — июль — 24 августа 1970 - «Belly Button Window» — 22 августа 1970 |